# JKT Ruvu Stars
El JKT Ruvu Stars es un equipo de fútbol de Tanzania que milita en la Liga tanzana de fútbol, la liga de fútbol más importante del país.

## Historia
Fue fundado en la capital Dodoma y es uno de los equipos de la capital que han tenido más participaciones en la Liga tanzana de fútbol junto al Polisi Dodoma. Es el último equipo en ganar el título de copa con la participación de equipos de Zanzíbar, la cual fue en el año 2002 tras vencer al KMKM en la final, así como la copa de la Federación en ese mismo año.
Nunca han sido campeones de la Liga tanzana de fútbol a pesar de ser uno de los clubes más constantes de la liga.

## Palmarés
- Copa Nyerere: 1

2001/02
- Copa FAT Mainland: 1

2001/02